# Kloster Zuckau
Das Kloster Zuckau  (auch Sukow oder Suckow) war ein Kloster des weiblichen Zweiges des Prämonstratenserordens, das sich bis 1834 in Zuckau (heute polnisch: Żukowo) bei Danzig befand. Die Ortschaft Zuckau gehörte früher zum Kreis Karthaus in der preußischen Provinz Westpreußen.

## Geschichte

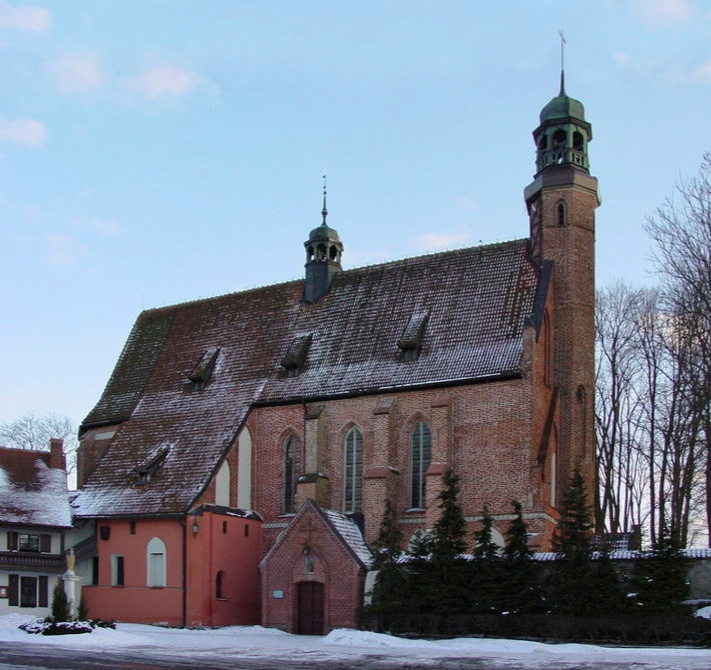
Kirche des Klosters Zuckau

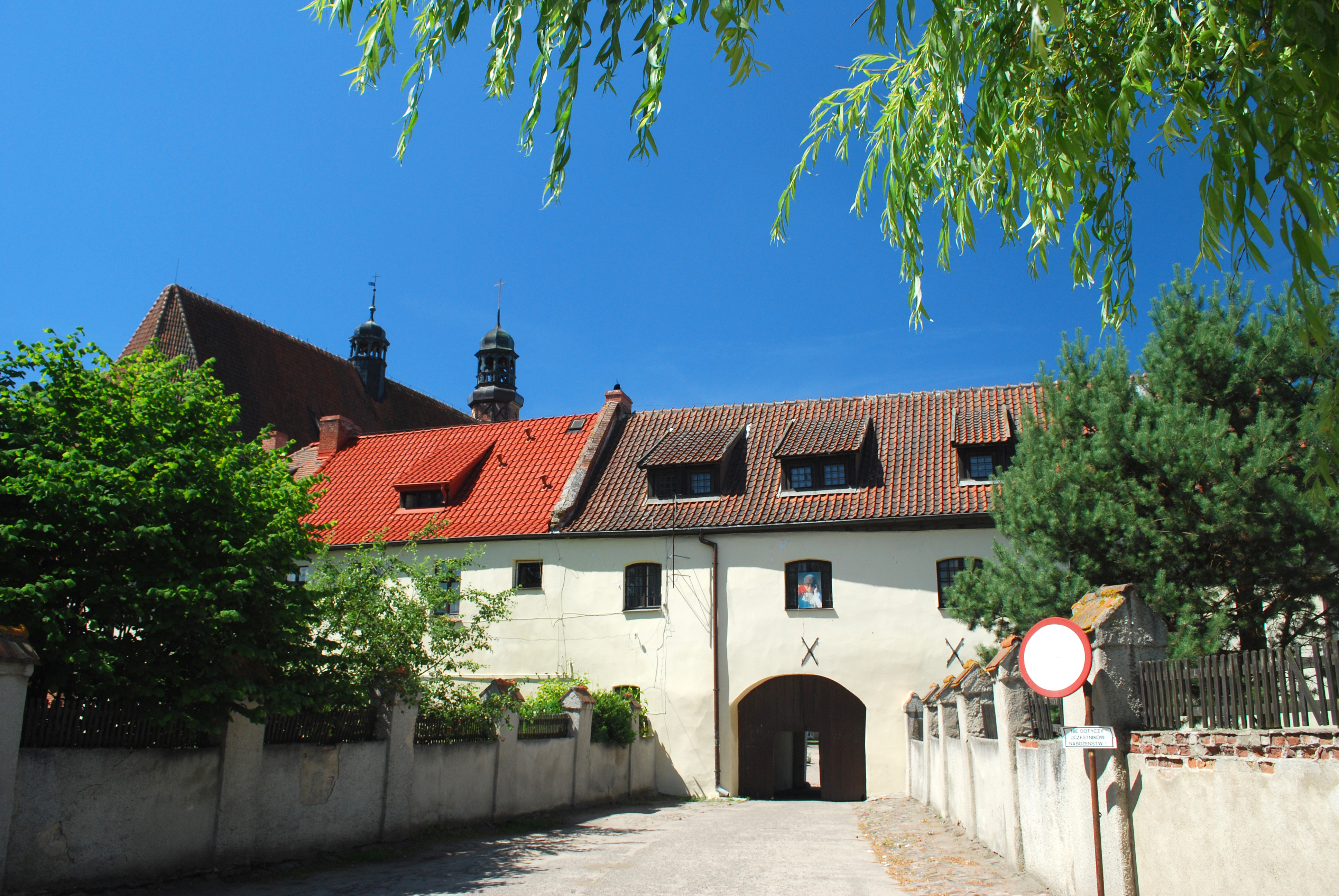
Eingang zur Klosteranlage

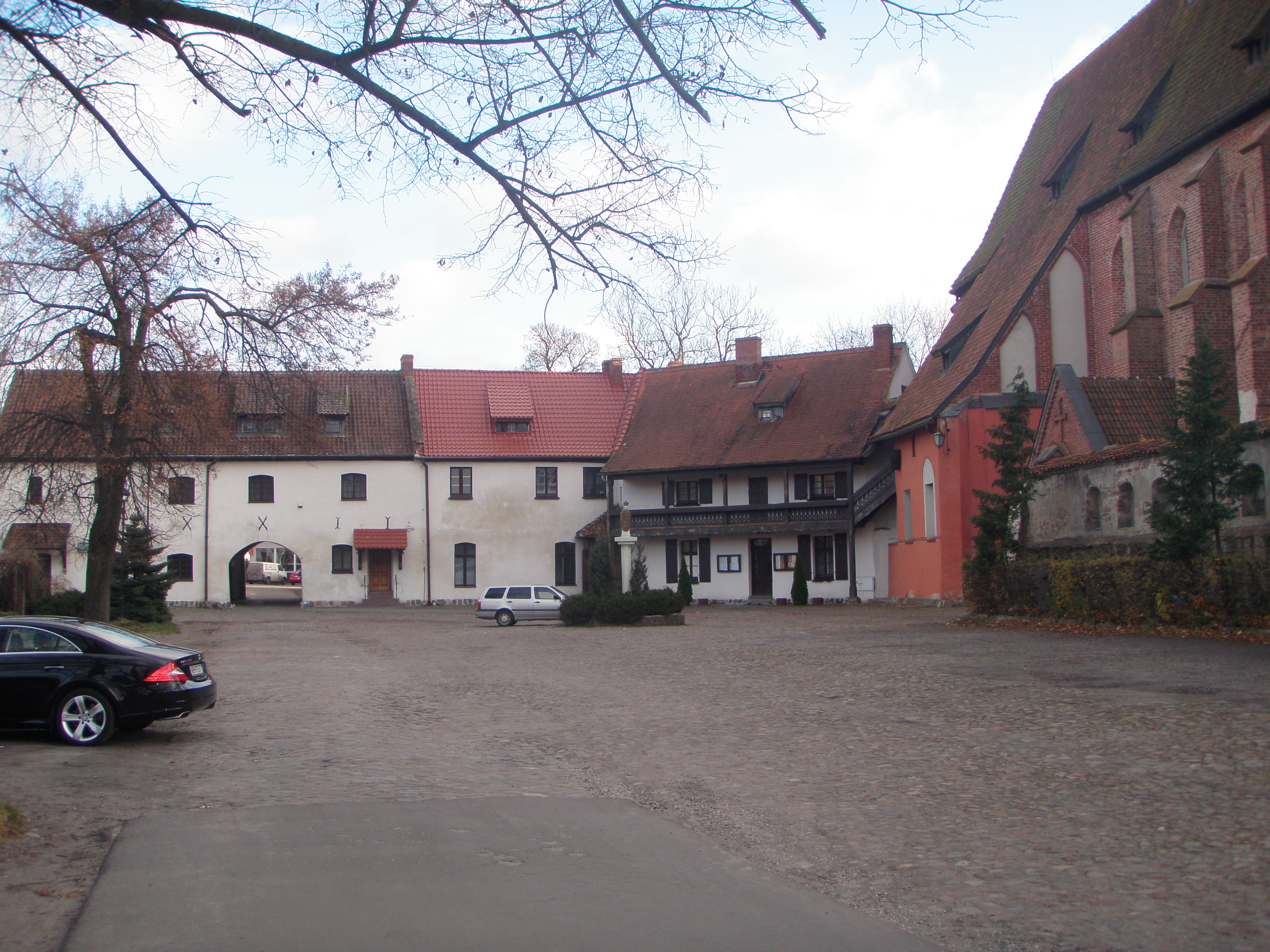
Innenhof des Klosters

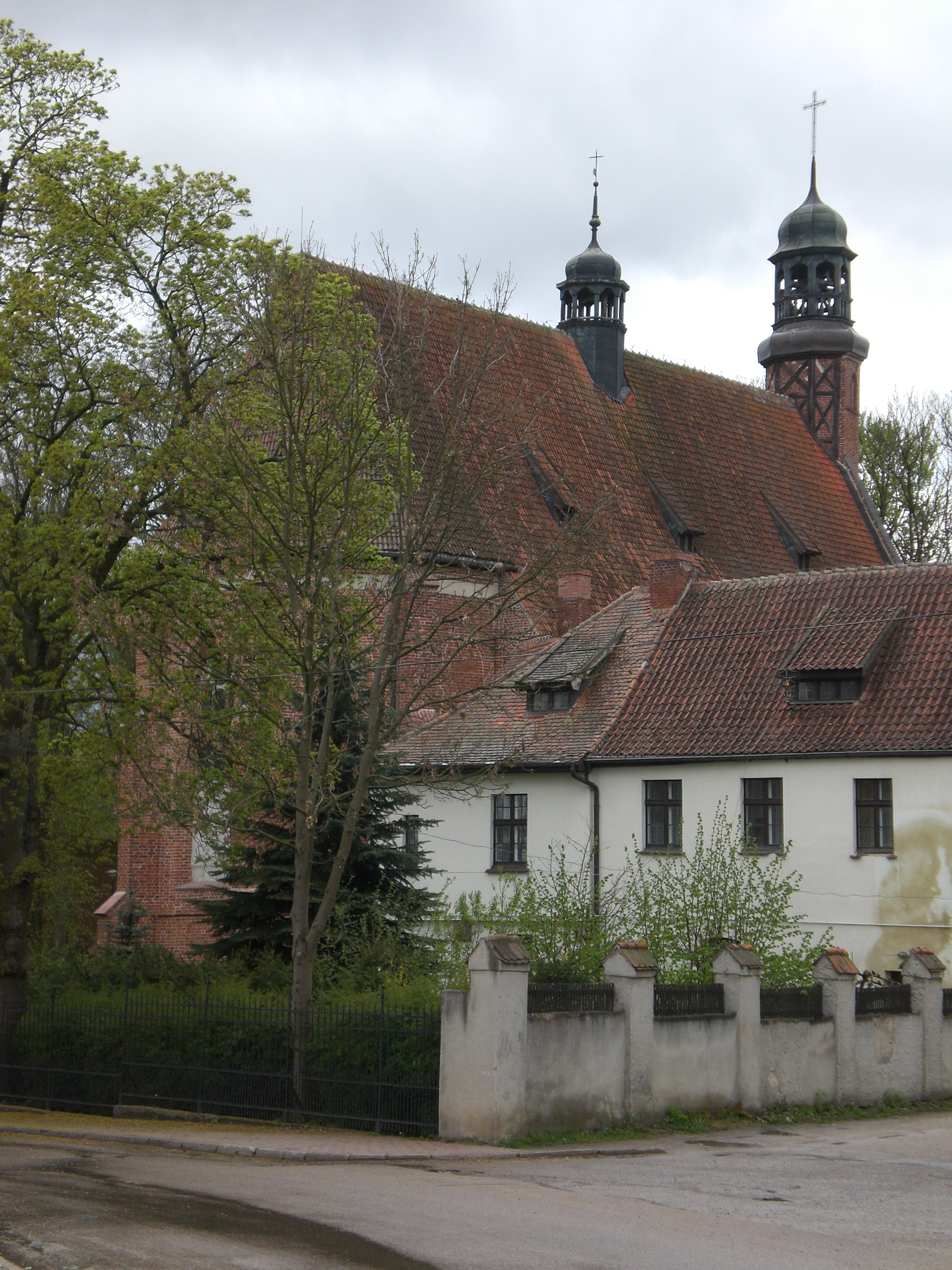
Klostergebäude mit der Klosterkirche im Hintergrund

Das Kloster war vermutlich am Anfang des 13. Jahrhunderts gegründet und errichtet worden. Im Jahr 1201 bestätigte Papst Innozenz III. den Chorherren des Prämonstratenserstifts St. Vinzenz zu Breslau unter anderem den Besitz der Jakobikirche zu Zuckau. Als Gründungsjahr des Nonnenklosters Zuckau wird meistens 1209 angenommen, da der Danziger Fürst Mestwin I. zu diesem Zeitpunkt den Prämonstratensern in der Nähe des Orts einen Platz zur Errichtung eines Klosters anwies und er die Stiftung mit umfangreichem Grundbesitz ausstattete. Die erste Klosteranlage befand sich in der Nähe der Mündung des Stolpe-Flüsschens in die Radaune. Auf Veranlassung des Abtes Alardus vom Breslauer St.-Vinzenzstift, der bis 1214 im Amt war, kamen die ersten Nonnen aus dem bei Hohensalza gelegenen Kloster Strzelno. 1224 wurde das Kloster beim Einfall der Pomesanier zerstört, die Insassen wurden getötet. Um diese Zeit wurde das Kloster nach Zuckau selbst verlegt. Wo  es sich in Zuckau zuletzt genau befunden hatte, ist nicht bekannt.
Im Kloster Zuckau fanden Töchter pommerellischer Adliger und Danziger Patrizierfamilien, aber auch mehrere Angehörige des pommerellischen Herzoghauses Aufnahme. Am 25. Mai 1223 verstarb im Kloster Zuckau Damroka, Tochter eines Swantopolk, die die Kirche in Chmielno gegründet hatte und  dem Kloster dieses Dorf und einige andere Dörfer geschenkt hatte, als sie selbst in das Kloster eintrat.  Bereits 1224 gehörten zu den Ländereien und Besitztümern des Klosters sowohl der Brodnosee als auch der Gartsnosee (nordwestlicher Ausläufer des Radaunesees) in der Region um Chmelno.  Herzog Mestwin II. von Ostpommern bestätigte später dem Kloster die Immunität von der Gerichtsbarkeit landesherrlicher Amtsträger, den Besitz der im Laufe der Zeit erworbenen Eigentumsortschaften und genehmigte ihre Umlegung zu deutschem Recht.  1260 verlieh der pommerellische Herzog Swantopolk II. dem Kloster das Marktrecht und stellte ihm anheim, die Ortschaft zu einer Stadt auszubauen. Dieser Plan wurde jedoch nicht in die Tat umgesetzt.
Im Jahr 1433 fügten  durchziehende marodierende  Hussiten dem Kloster durch Brandlegung und Raub schwerste Schäden zu. Im Jahr 1443 war das Refektorium noch immer ohne Dach.  Als das Kloster, das ursprünglich für die Aufnahme von  60 Nonnen ausgelegt worden war,  den Deutschen Orden um Hilfe bat, machte dieser den Übertritt der Nonnen zur Regel des Deutschen Ordens zur Bedingung. Die Nonnen wandten sich daraufhin an den Papst, der den Übertritt genehmigte, und waren seit 1445 Deutschordens-Schwestern. Dem Abt der Prämonstratenser verbot der Papst, in dem Kloster in Zukunft Visitationen durchzuführen.
Im Jahr 1564 kaufte der Lauenburger Landeshauptmann Ernst von Weiher, der ältere Bruder des Camminer Bischofs Martin von Weiher, die Güter Charbrow, Labenz, und Ossecken, die zuvor zum Kloster Zuckau gehört hatten,  von dem Włocławeker Bischof Jakub Uchański für 12.000 Taler.  Das Dorf Charbrow  hatte Herzog Mestwin II. im Jahr 1286  dem Kujavischen Domkapitel geschenkt.
Um 1600 waren die Gebäude des Klosters baufällig geworden, und seit 1604 wurden umfassende Instandsetzungsmaßnahmen durchgeführt. Im Jahr 1661 wurde festgehalten, dass das Kloster »guter Leute Kinder«, sowohl adliger als auch bürgerlicher, »in die Lehre nahm«, denen es  »neben der  Furcht des Herrn Schreiben, Lesen und Nähen« beibrachte; außer einer Mädchenschule gab es auch eine Knabenschule.
1834 wurde das Kloster aufgehoben. Seit 1836 wurde die Klosterkirche als Pfarrkirche verwendet. Ein Teil der Klosteranlage wurde 1863 zum Abbruch verkauft.